# Indifferentemente/Catene d'ammore
Indifferentemente/Catene d'ammore, dall'XI Festival della Canzone Napoletana, pubblicato nel 1963, è un singolo del cantante italiano Mario Trevi.

## I brani
I brani incisi da Mario Trevi furono presentati all'edizione del Festival di Napoli del 1963: Catene d'ammore, cantata con Nunzio Gallo, e la famosa Indifferentemente, cantata con Mario Abbate e divenuta, seppur criticata in principio, canzone classica napoletana, arrivando ad essere incisa da artisti di fama internazionale.
Il 23 novembre 2023 la versione di Trevi di Indifferentemente è inserita nella colonna sonora dell'ultima puntata della quarta stagione della serie I bastardi di Pizzofalcone.

## Tracce
Lato A
- Indifferentemente (Umberto Martucci – Salvatore Mazzocco)

Lato B
- Catene d'ammore (Umberto Martucci – Salvatore Mazzocco)

## Incisioni
Il singolo fu inciso su 45 giri, con marchio Durium- serie Royal (QCA 1303).
Direzione arrangiamenti: M° Franco Cassano.